# Хробак, Рудольф
Рудольф Хробак (нем. Rudolf Chrobak; 8 июля 1843, Опава,  Австрийская Силезия, Австрийская империя – 1 октября 1910, Вена) – австрийский учёный-медик, гинеколог, педагог, профессор, доктор медицины. Считается одним из основателей современной гинекологии.

## Биография
Сын врача. Изучал медицину в Вене. В 1866 году получил степень доктора медицины в Венском университете под руководством Эрнста фон Брюкке. Работал ординатором в больнице общего профиля Вены, был ассистентом в клинике Иоганна фон Оппольцера.
В 1873 году защитил диссертацию и был назначен приват-доцентом Венского университета, в 1879 году стал экстраординарным, а в 1889 году — ординарным профессором акушерства и гинекологии.
Описал заболевание тазобедренного сустава, известное сегодня под названием болезни Отто-Хробака.
Занимался проектированием нового гинекологического отделения больницы в Вене. Был в 1908 году председателем Немецкого общества гинекологии и акушерства.
Похоронен на Дёблингское кладбище.

## Избранные труды
- «Die mikroskopische Anatomie des Uterus» (в Strickers «Handbuch der Lehre von den Geweben des Menschen und der Tiere», Лпц. 1869—1873);
- «Untersuchungsmethoden und gynäkologische Therapie» (в Pitha-Billroths «Handbuch der Frauenkrankheiten», Штутг., 1885).
- «Die Erkrankungen der weiblichen Geschlechtsorgane» (в Nothnagels «Specieller Pathologie und Therapie», т. XX, Вена, 1896, сл.)
- Ueber bewegliche Niere und Hysterie.

и многие другие.